# Claude Dambury
Claude Dambury (født 30. juli 1971) er en tidligere fodboldspiller fra Fransk Guyana.

## Fransk Guyanas fodboldlandshold
| Fransk Guyana | Fransk Guyana | Fransk Guyana |
| År            | Kmp           | Mål           |
| ------------- | ------------- | ------------- |
| 2008          | 2             | 0             |
| Total         | 2             | 0             |